# Коричная кислота
Кори́чная кислота — (β-фенилакриловая кислота, бензилиденуксусная кислота) — {\displaystyle {\ce {C6H5CH=CHCOOH}}}, жирно-ароматическая ненасыщенная карбоновая кислота группы фенилпропаноидов, транс-изомер.